# Code of the Mounted
Pour plus de détails, voir Fiche technique et Distribution.
Code of the Mounted est un film américain réalisé par Sam Newfield, sorti en 1935.

## Fiche technique
- Titre : Code of the Mounted
- Réalisation : Sam Newfield
- Scénario : George Wallace Sayre d'après le roman de James Oliver Curwood
- Photographie : Edgar Lyons
- Montage : John English
- Production : Maurice Conn et Sigmund Neufeld
- Pays d'origine : États-Unis
- Format : Noir et blanc - 1,37:1 - Mono
- Genre : western
- Durée : 60 minutes
- Date de sortie : 1935

## Distribution
- Kermit Maynard : RCMP Corporal Jim Wilson
- Robert Warwick : Inspector Malloy
- Jim Thorpe : Murdered Indian
- Lillian Miles : Jean
- Syd Saylor : RCMP Rogers
- Wheeler Oakman : Duval
- Eddie Phillips : Henchman Louie
- Lester Dorr (non crédité)